# 郭晋云
郭晋云（1958年—），汉族，中华人民共和国政治人物、第十一届全国政协委员。
加入中国农工民主党，担任农工党中央委员、湖南省委副主委、湖南师范大学数学研究所所长。2008年，当选第十一届全国政协委员，代表教育界，分入第四十组。